# مارفين بيتا
مارفين بيتا هو لاعب كرة قدم إكوادوري في مركز الوسط، ولد في 17 أبريل 1985 في بورتوفيخو في الإكوادور. لعب مع إل. دي. يو. كيتو ونادي ديبورتيفو إل ناسيونال.